# 绒毛铁角蕨
绒毛铁角蕨（学名：Asplenium furfuraceum）为铁角蕨科铁角蕨属下的一个种。

## 扩展阅读
- 維基物種上的相關：绒毛铁角蕨